# Moy de Sons

Wappen derer von Moy de Sons von 1868

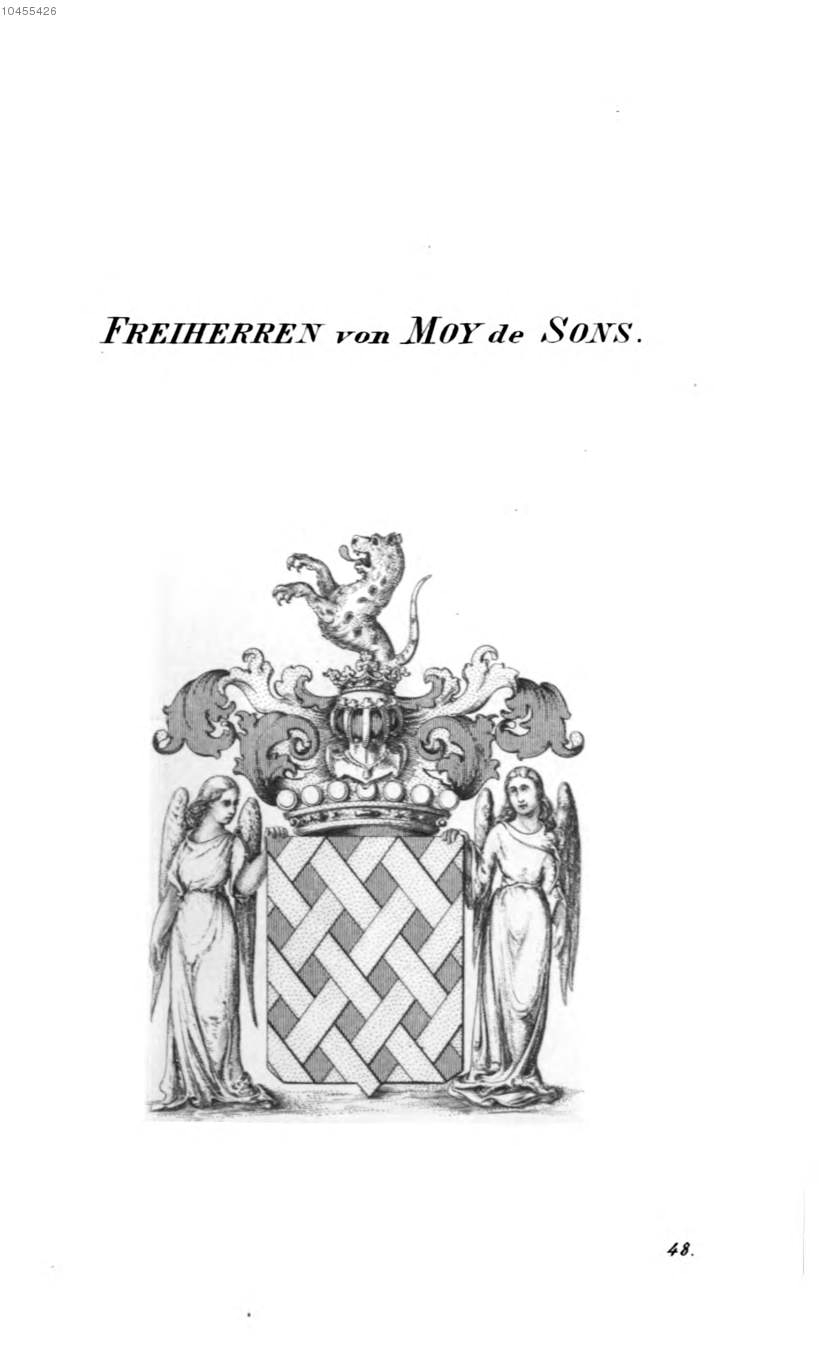
Wappen der freiherrlichen Familie

Moy de Sons (sprich: Mo-ÿ d’Song) (eigentlich: Moÿ de Sons) ist ein aus Frankreich stammendes Uradelsgeschlecht, dessen Stammreihe bis auf das Jahr 1133 zurückreicht.

## Geschichte
Das Geschlecht entstammt dem Uradel der Picardie mit Stammhaus in Moÿ-de-l’Aisne. Seine Stammreihe beginnt mit Guidon de Moÿ, der am 29. Mai 1133 urkundlich auftritt.  Es teilte sich anfangs in die beiden Linien Moÿ und Sons. Die ältere Linie erhielt 1578 den Marquistitel. Nachdem die Moÿs Anfang des 18. Jahrhunderts ausstarben, fügte die Linie Sons ihrem Namen den der Moÿs hinzu: de Moÿ de Sons. Noch heute leben Nachkommen dieser Linie auch in Frankreich. 
Charles Antoine Chevalier de Moÿ war der Erste seines Namens in Bayern. Er war während der Französischen Revolution aus Frankreich geflüchtet, kam zuerst nach Mainz und 1798 nach München. Verheiratet war er mit Elisabeth von Pestel. 1853 erkannte König Maximilian II. Joseph von Bayern den Freiherrnstand an. König Ludwig II. erhob 1868 die Moy de Sons in den Grafenstand. Ebenfalls 1853 erhielt das Geschlecht im Kaisertum Österreich das Anerkennungsdiplom des Freiherrnstandes.
1873 belehnte König Ludwig II. von Bayern Carl Graf Moy de Sons mit Obenhausen. Durch die Tochter des 1891 verstorbenen Grafen Aloys von Arco-Stepperg, dessen Erbtochter Sophie (1868–1952) mit Graf Ernst von Moy verheiratet war, kamen die Schlösser Stepperg und Anif in den Besitz der Familie. Die Familie der Grafen von Moy de Sons ist bis heute im Besitz von Schloss Obenhausen, Schloss Stepperg, dem Münchner Palais Moy sowie Schloss Anif bei Salzburg. Von 1919 bis 2005 gehörte der Familie auch Schloss Tagmersheim. 

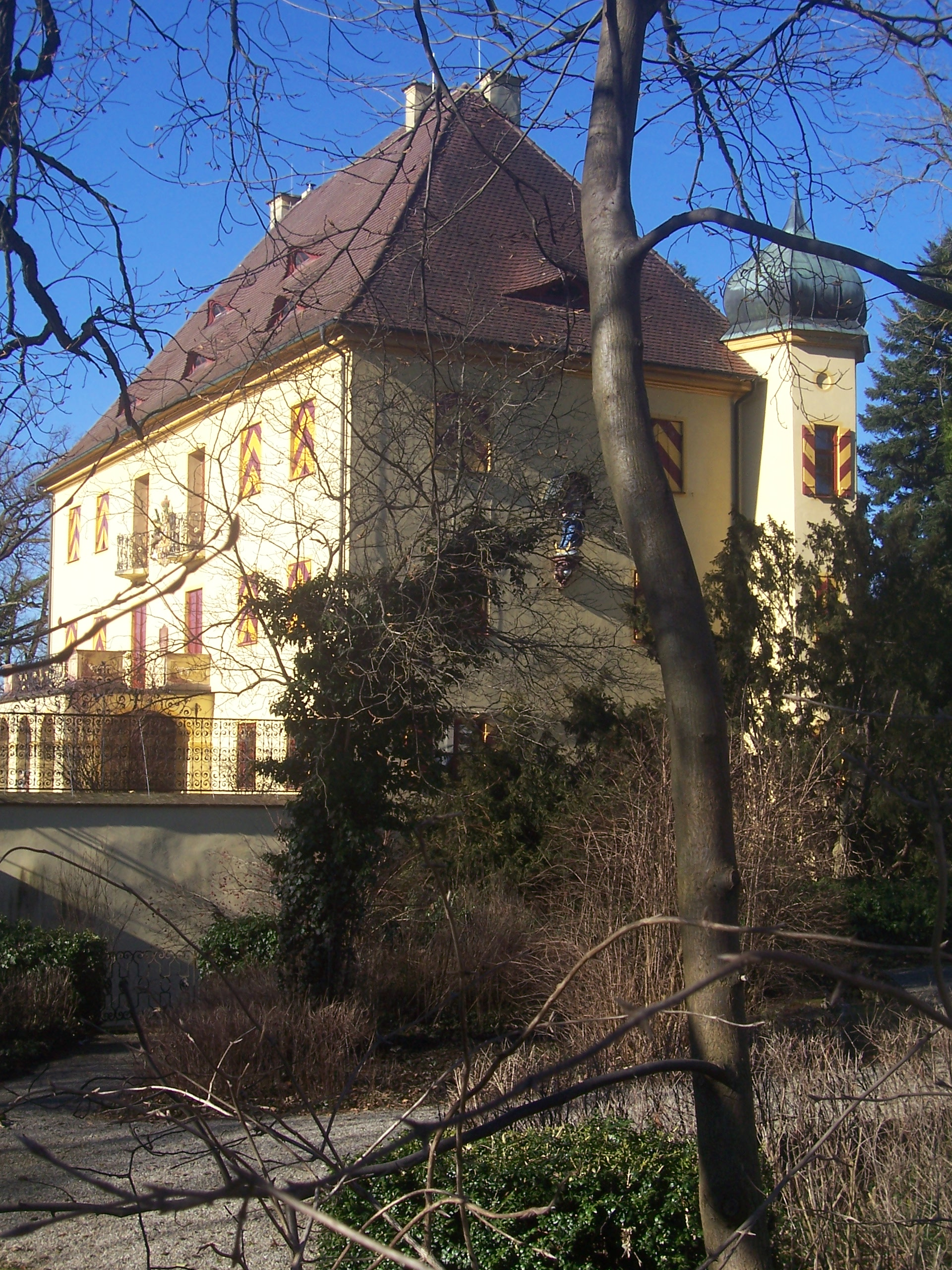
Schloss Obenhausen, Schwaben
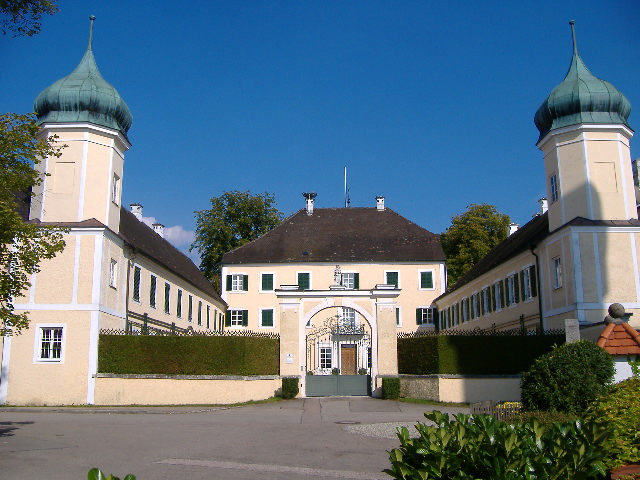
Schloss Stepperg, Oberbayern
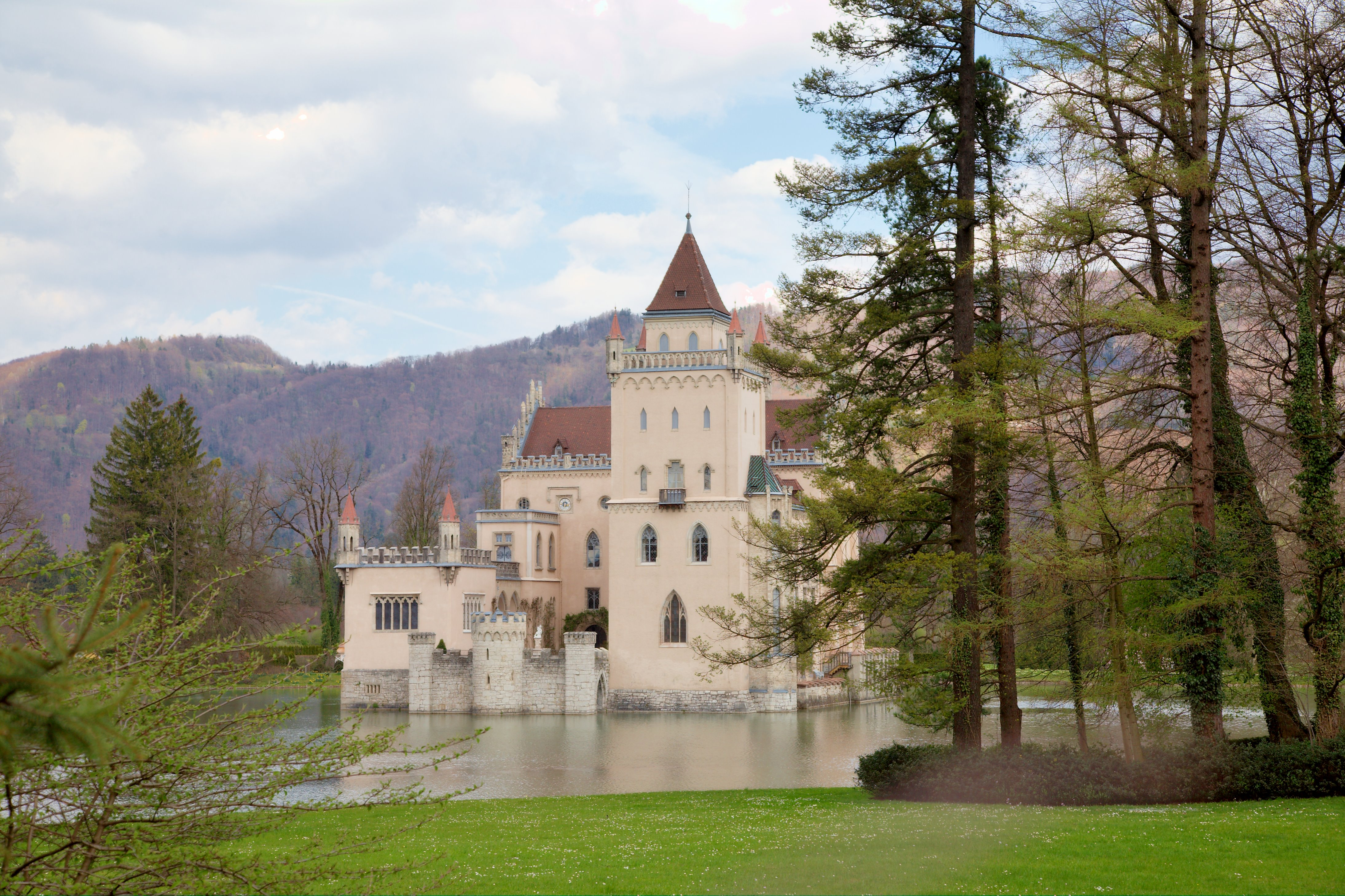
Schloss Anif, Salzburg
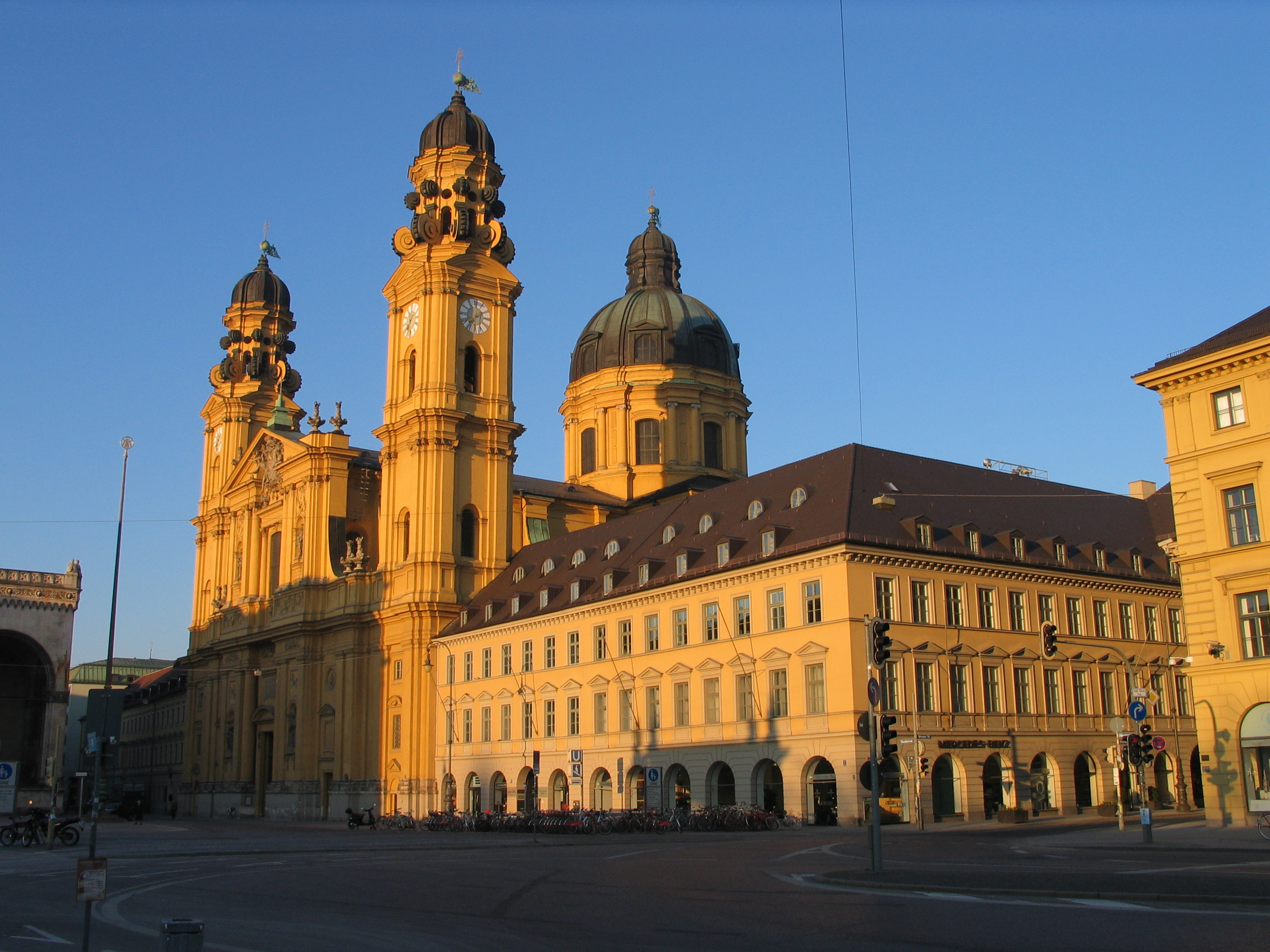
Das Münchner Palais Moy neben der Theatinerkirche

## Wappen
Das Wappen von 1868 (Bayern) zeigt in Rot ein goldenes Schräggitter aus sechs miteinander verflochtenen Schrägbalken, belegt mit rechtem blauen Obereck, darin ein silbernes Mühleisen. Auf dem Helm mit rot-goldenen Helmdecken ein wachsender Leopard. Schildhalter zwei vorwärtssehende weißgekleidete Engel.

## Namensträger
- Ernst von Moy de Sons (1799–1867), deutscher Rechtshistoriker und Kanonist
- Karl Graf von Moy de Sons (1942–2023), deutscher Unternehmer
- Irmgard von Kienlin-Moy

## Quelle
- Genealogisches Handbuch des Adels, Adelslexikon Band IX, Band 116 der Gesamtreihe, S. 213–214, C. A. Starke Verlag, Limburg (Lahn) 1998, ISSN 0435-2408
- Vereinigung des Adels in Bayern e. V. (Hrsg.): Genealogisches Handbuch des in Bayern immatrikulierten Adels, Band XXVII, Stegaurach 2008, S. 163–169

## Weblink
- http://www.zeno.org/Pierer-1857/A/Moy+de+Sons